# Osmanische Miniaturmalerei
Die osmanische Miniaturmalerei ist Teil einer höfisch geprägten Kunstform der islamischen Welt, die ihre Höhepunkte in den Großreichen der Timuriden, Osmanen, Safawiden und Moguln fand. Miniaturmalereien wurden eingesetzt, um luxuriöse Manuskripte, die für den Herrscher oder andere hochstehende Persönlichkeiten bestimmt waren, zu bebildern und auszuschmücken.
2020 wurde Die Kunst der Miniatur von der UNESCO für Aserbaidschan, Iran, Türkei und Usbekistan in die Repräsentative Liste des immateriellen Kulturerbes der Menschheit aufgenommen.

## Die Miniaturmalerei im osmanischen Kanon der Buchkünste

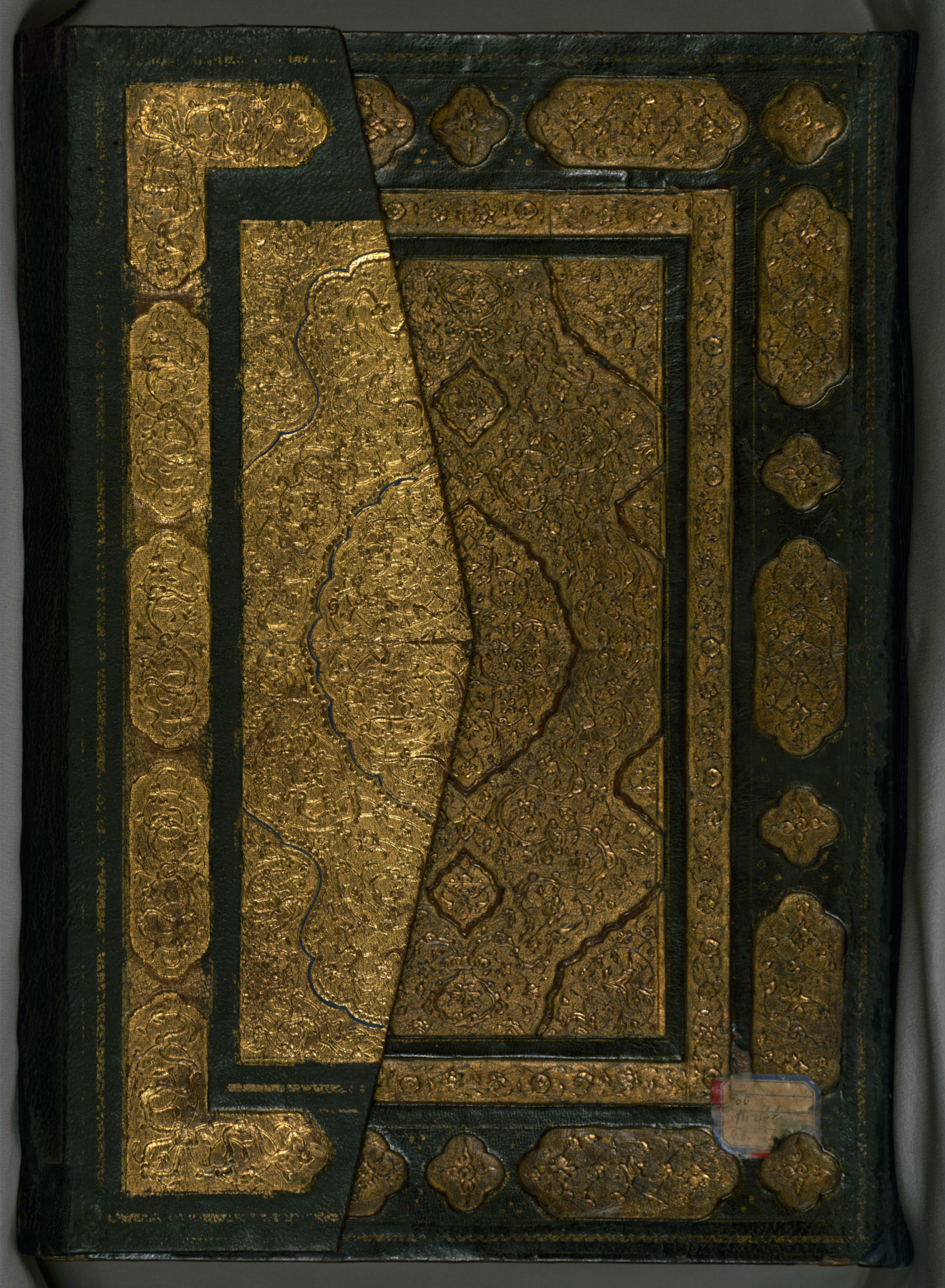
Einband des Kitab-ı bahriye des Piri Reis

Die Miniaturmalerei war eine der Künste, die zu den „Künsten des Buches“ gezählt wurden. Es waren dies
- cilt – Buchbinderei
- ebru – Papiermarmorierung
- hat – Hoch ästhetisierte Kalligrafie der arabischen Schrift
- nakş – Malerei und Ornamentik
- tezhip – Grundierung

Die Osmanen adaptierten die Tradition herrscherlicher Skriptorien, in denen luxuriöse Bücher produziert wurden, von diversen vergangenen und zeitgenössischen islamischen Dynastien, mit denen sie im Lauf ihrer Geschichte in Berührung kamen. Insbesondere die persische Hofkultur, und somit auch die persische Miniaturmalerei, dienten als Vorbilder für die Hofkultur der Osmanen.
Doch trotz dieses starken persischen Einflusses konnte sich die Miniatur unter den Osmanen zu einer höchst eigenständigen Kunstform entwickeln. Durch Kontakte mit Künstlern aus Europa, dem Balkan- und Mittelmeerraum entstand, vor dem Hintergrund der Prägung durch persische und turkmenische Einflüsse, eine Fusion östlicher und westlicher Traditionen. Die osmanischen Miniaturen unterschieden sich hierbei insbesondere durch ihren historischen Realismus. Während die persische Tradition die Abbildung legendärer Herrscher und Helden, mythischer und wunderbarer Kreaturen, paradiesischer Gärten und höfischer Zerstreuung pflegte, bevorzugten die Osmanen einen eher dokumentarischen Stil der Repräsentation ihrer Reichsgeschichte.

## Das osmanische Skriptorium – dienakkaşhane
Die Produktion luxuriöser Manuskripte vollzog sich vornehmlich im herrscherlichen Skriptorium, der nakkaşhane. Diese Schreibwerkstatt wurde nach der Eroberung Istanbuls von Mehmed II. außerhalb der Mauern des Topkapı-Palastes in Istanbul gegründet. Mehmed II. betrieb schon vor der Eroberung Istanbuls an seinem früheren Hof in Edirne ein Skriptorium, das in Größe und Ausstattung jedoch nicht mit dem in Istanbul vergleichbar war. Hier wurden zukünftige Meister in einem aufwändigen Lehrsystem an die Künste des Buches herangeführt. Die Meister des nakş wurden nakkaş genannt. Auch wenn diese Bezeichnung oft als Maler oder Miniaturist wiedergegeben wird, bezeichnet sie doch jemanden, der für eine Vielzahl von Verwendungszwecken Abbildungen oder Gestaltungselemente erschuf. Die von den nakkaş produzierten Miniaturmalereien wurden, bis auf einige wenige Ausnahmen, fast ausschließlich mit eiweißgebundenen Pigmentfarben auf Papier gefertigt. Nicht alle Meistermaler des osmanischen Hofes wurden vor Ort ausgebildet. Einige der einflussreichsten Meister kamen von den Höfen der Timuriden in Herat oder Samarqand, der Turkmenen in Schiras oder Bagdad, oder dem der Safawiden in Täbris. Diese und weitere Meisterminiaturisten aus dem Balkanraum, Ungarn, Zentralasien und der arabischen Welt bildeten an der nakkaşhane Generationen von Miniaturmalern aus und trugen somit zur Herausbildung einer eigenständigen Synthese östlicher und westlicher Stile, Techniken und Sujets im ausgehenden 16. Jahrhundert bei.

## Der Produktionsprozess

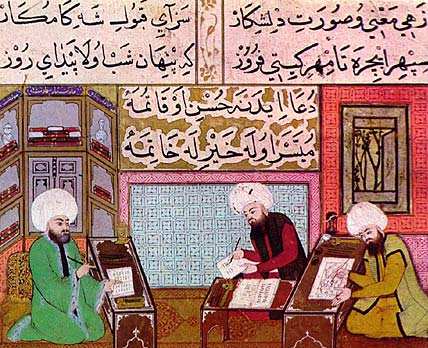
Ein Kalligraf (links) und zwei Miniaturen-Maler in der nakkaşhane

Aufgrund überdauerter Abrechnungen, erklärender Texte und sogar selbstreferenzieller Miniaturen ist der Entstehungs- und Produktionsprozess in der nakkaşhane gut dokumentiert. Nach Erteilung eines Auftrages bildete der Autor eines Manuskriptes mit Unterstützung des Skriptoriums projektbezogen ein federführendes Gremium leitender Künstler. In enger Abstimmung mit dem jeweiligen Ober-nakkaş wurden die gestalterischen Rahmenbedingungen des Werkes festgelegt. Dieser machte die Vorgaben, die von einer Reihe unter ihm tätiger und zumeist hochspezialisierter Künstler ausgeführt wurden. So gab es Spezialisten, die nur für Landschaft und Vegetation zuständig waren, andere wiederum für Kleidung, Gesichter, Tiere oder architektonische Details. Diese arbeitsteilige Herangehensweise macht es mitunter schwierig, die Urheberschaft an osmanischen Miniaturen einem einzelnen Künstler zuzuschreiben. Trotzdem sind die wichtigsten Miniaturisten wohlbekannt. Ihr jeweiliger Stil ist so eigenständig, und die Kollaborationen waren meist von so fester und dauerhafter Natur, dass trotz vieler ausführender Hände eine leitende künstlerische Handschrift erkennbar ist.

## Anfänge spezifisch osmanischer Miniaturkunst unter Mehmed II.

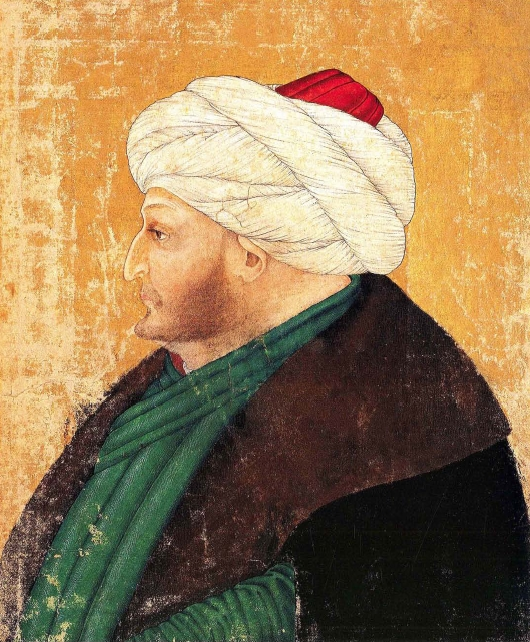
Sinan Bey zugeschrieben: Porträt Mehmeds II. im italienisch beeinflussten, „fränkischen“ (firengî) Stil

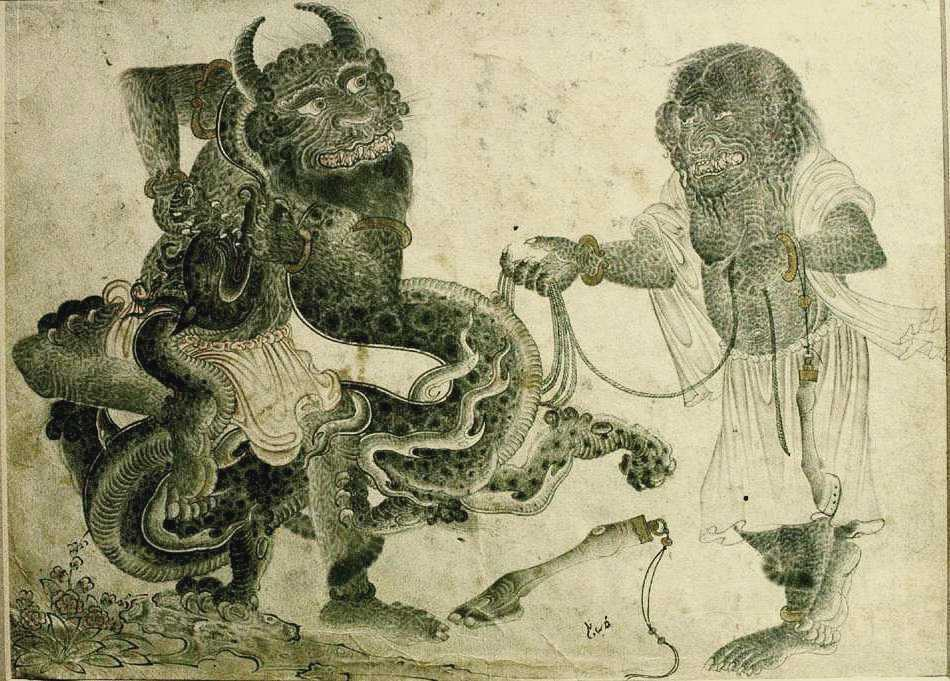
Miniatur des Siyah Kalem

Die Entwicklung der Miniatur zu einer eigenständigen osmanischen Kunstform begann unter Mehmed II. Aufgrund seines großen Interesses an europäischer Kunst, und besonders an europäischen Medaillen und Herrscherporträts, ließ er eine Vielzahl europäischer Künstler an seinen Hof kommen, die sich von nun an in einem fruchtbaren Austausch mit seinen Hofkünstlern befanden. Die Venezianer Costanzo da Ferrara und Gentile Bellini hatten mit ihren Darstellungen des Sultans großen Einfluss auf zeitgenössische osmanische Künstler. Insbesondere der Miniaturist Nakkaş Sinan Bey und sein Schüler Ahmed Şiblizade bedienten sich neuer europäischer Techniken wie z. B. Schattierungen und Perspektivierungen und führten abseits des Technischen auch neue Themen in die Miniaturmalerei ein. Daher verfügen die Gesichtsdarstellungen osmanischer Miniaturen aus dem Ende dieser Periode typischerweise über eine höhere Individualität und Ausdrucksfähigkeit als vergleichbare persische Arbeiten.
Die Miniaturen des Meisters, der sich schlicht Siyah Kalem („Schwarze Feder“) nannte, stellen in vielerlei Hinsicht eine Ausnahmeerscheinung in der türkisch-osmanischen Miniaturkunst dar. Die Miniaturen, die dem „Fatih-Album“ genannten Sammelalbum Mehmeds II. aus der Bibliothek des Topkapı-Palastes entstammen,  stellen in ihrem ostasiatisch, fast schon chinesisch anmutenden Stil und einer von Dämonen und Schamanen geprägten Thematik einen eindeutigen Bezug zu den innerasiatischen Turkvölkern dar. Daher wird davon ausgegangen, dass dieser Meister den Steppenregionen Innerasiens entstammte. Nähere Angaben zu seiner Person und Biografie existieren nicht. Viele Werke, die mit Siyah Kalem signiert wurden, dürften jedoch nicht ihm zuzuschreiben sein.

## Konsolidierung im 15. und 16. Jahrhundert
Unter den Nachfolgern von Mehmed II., Bayezid II., Selim I., und Süleyman I., wurde sein künstlerisches Erbe weiter ausgebaut und assimiliert. Alle drei Herrscher gaben illustrierte Geschichtsschreibungen der Osmanen in Auftrag, wodurch sich die Rollen der Malerei und Miniatur als Mittel der Historiographie und Repräsentation verfestigten. Mit der Eroberung von Täbris durch Selim I. im Jahr 1514 kamen viele weitere persische Maler und Künstler nach Istanbul, die die osmanische Miniatur auf Jahrzehnte prägen sollten. Ihre aus Täbris importierte zweidimensionale Stilistik mit sehr dekorativen, reichhaltigen Texturen und überaus detaillierten Oberflächenstrukturen ging mit der aus europäischen Quellen übernommenen dreidimensionalen Darstellung eine fruchtbare Synthese ein. Die Entwicklung des Osmanischen Reiches zur maritimen Macht hatte einen weiteren wesentlichen Einfluss auf die Miniaturmalerei. Aus dem verstärkten Kontakt mit Karten, Atlanten und Darstellungen fremder Städte und Küstenabschnitte entwickelte sich alsbald eine Tradition luxuriös aufgemachter Atlanten und geografisch orientierter Geschichtswerke, die reich an üppigen Miniaturen waren und mehr repräsentativen als praktischen Zwecken dienten. Als die zwei wichtigsten Werke mit kartografischem Hintergrund zählen das von Piri Reis in Auftrag gegebene Kitab-ı bahriye (Buch der Seefahrt) und das Beyan-ı menazi-i sefer-i Irakeyn-i Sultan Süleyman han (Beschreibung der Stationen des Irak-Feldzuges Sultan Süleymans) des Matrakçı Nasuh.

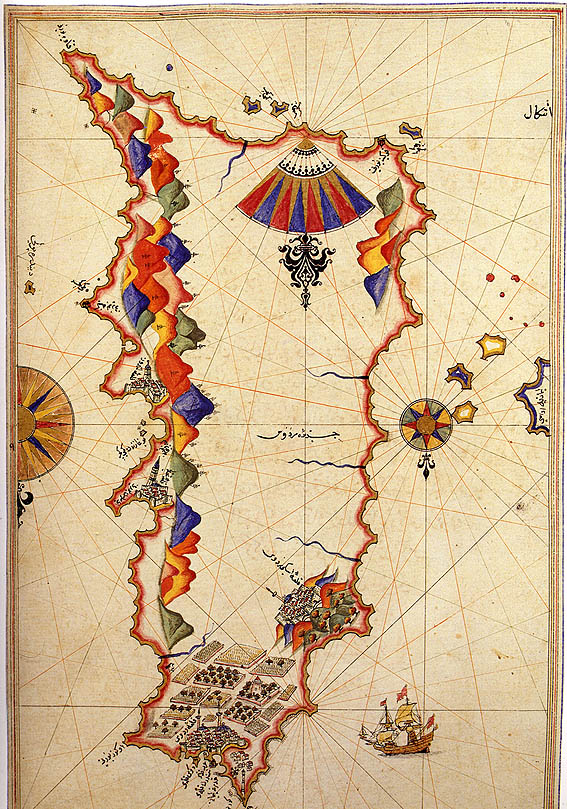
Ansicht von Rhodos aus dem Kitab-ı bahriye des Piri Reis

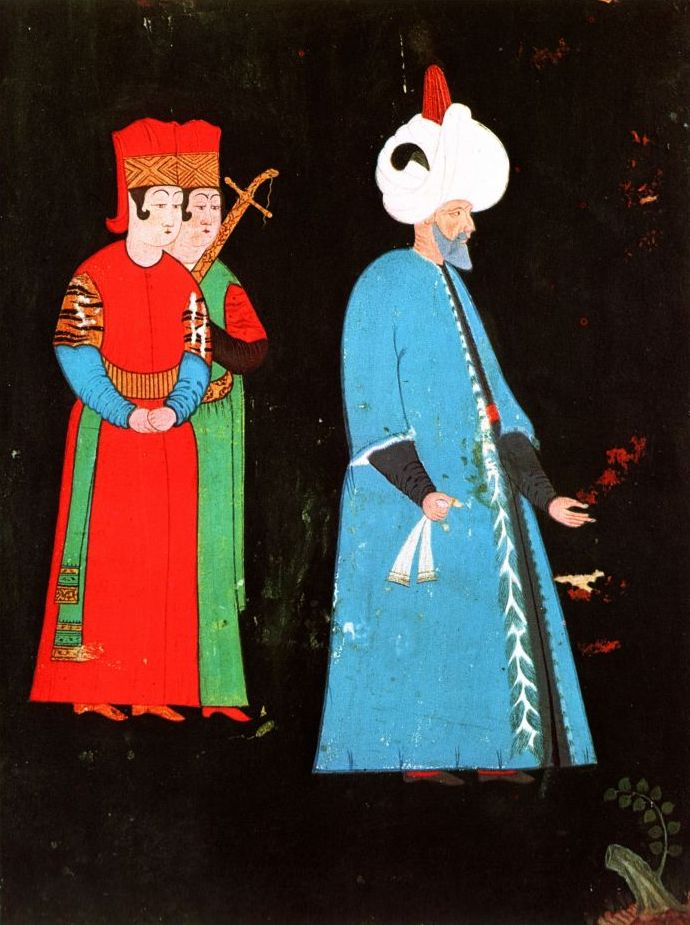
Süleyman I. (nach 1560), Porträt von Nigari (Piri Reis)

Das Kitab-ı bahriye wurde in zwei Versionen 1521 und 1526 produziert. Es war ein nautischer Atlas, der als Präsentationsexemplar für Süleyman I. Abbildungen mediterraner Städte und Küstenlinien im Stil europäischer Reisegazetten enthielt. Dieses Werk wurde zu einem der am häufigsten reproduzierten Bücher in der Geschichte des Osmanischen Reiches. Über 30 Luxusausgaben sind im Laufe des 16. und 17. Jahrhunderts entstanden. Matrakçı Nasuh führte die Idee der Verwendung topografischer Abbildungen in dem Beyan-i menazil von 1537 fort, einem weiteren Auftragswerk für Süleyman. Es ist dem Feldzug des Süleyman von 1534/35 gewidmet, mit dem dieser den osmanischen Herrschaftsbereich bis nach Mesopotamien ausdehnen konnte. Die Miniaturen entstanden aufgrund von Augenzeugenberichten und enthielten topografische Illustrationen der Stationen des Feldzuges entlang der Route zur nunmehr neuen Außengrenze des Reiches. Sie sind sehr stark von städtischen Ansichten geprägt, die in zeitgenössischen europäischen Atlanten und Reisegazetten enthalten waren, in ihrer Ausführung jedoch typisch osmanisch. Im Auftrag Süleymans und seines Wesirs Rüştem Paşa produzierte Matrakçı Nasuh drei weitere Prachtbände, die weitere Feldzüge von Bayezid II., Selim I. und Süleyman auf ähnliche opulente Weise darstellten. Aufgrund des großen Erfolgs dieser Werke wurde sein Stil bis in das späte 16. Jahrhundert kopiert.
Im Bereich der Porträtierung vollzog sich unter osmanischen Künstlern dieser Zeit auch abseits des herrscherlichen Skriptoriums eine stilistische Wende. Der unter dem Pseudonym Nigari malende Marineoffizier Haydar Reis fand zu einer vielbeachteten Synthese westlicher und islamisch geprägter Miniaturmalerei. Er bediente sich europäischer Schattierungstechniken und bildete seine Figuren stets vor dunklen Hintergründen ab. Nigari verewigte in seinen Porträts nicht nur Osmanen, sondern auch europäische Herrscher wie z. B. den Ritterkönig Franz I. von Frankreich oder Karl V., den Kaiser des Heiligen Römischen Reiches. Seine Werke sind keine Buchmalereien, sondern in einer für die Zeit eher untypischen Art auf Einzelblättern aufgebracht.

## Der Zenit der osmanischen Miniaturkunst
Die Regentschaften von Süleyman I., Selim II. und Murad III. gelten als der Höhepunkt der osmanischen Miniatur. Der infolge von Eroberungszügen ansteigende Reichtum und die politische Stabilität beflügelten neben der Miniatur viele weitere Kunstformen. In dieser Periode verschmolzen die wesentlichen Einflüsse des späten 15. und frühen 16. Jahrhunderts – die Begegnung mit der europäischen Porträtierung, die steigende Bedeutung historiographischer Malerei, der Einfluss nautischer Kartografie und der anhaltende Einfluss des persischen Kunsterbes – zu einer spezifisch osmanischen Miniaturkunst.

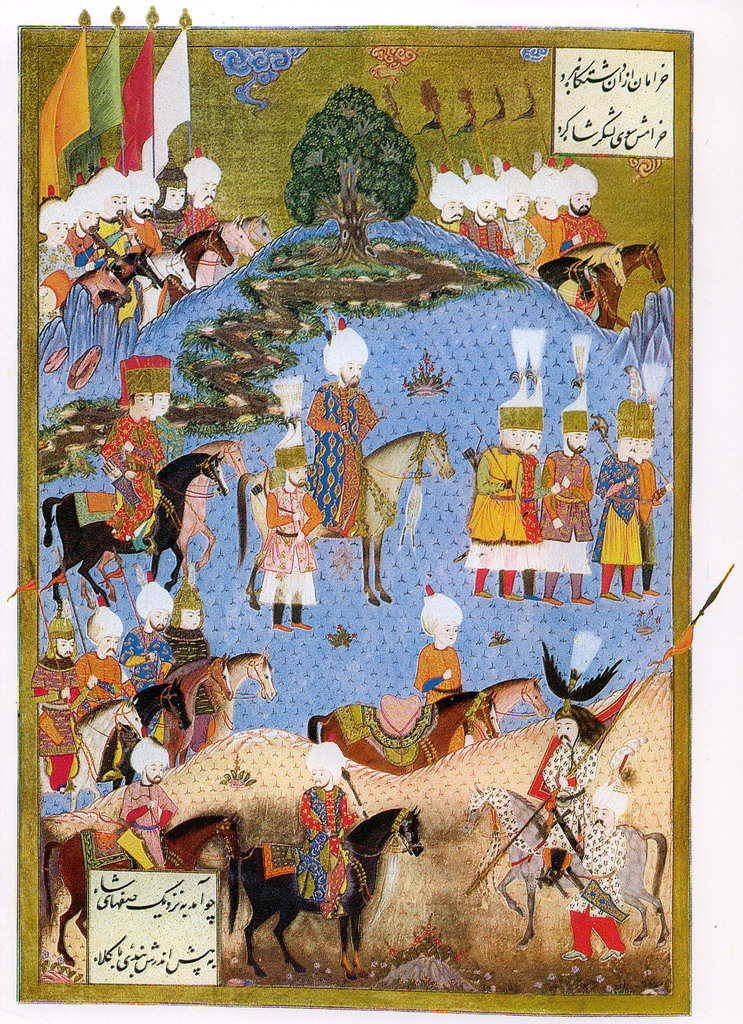
Miniatur aus Süleymannâme. Süleyman I. auf einem Feldzug (1544)

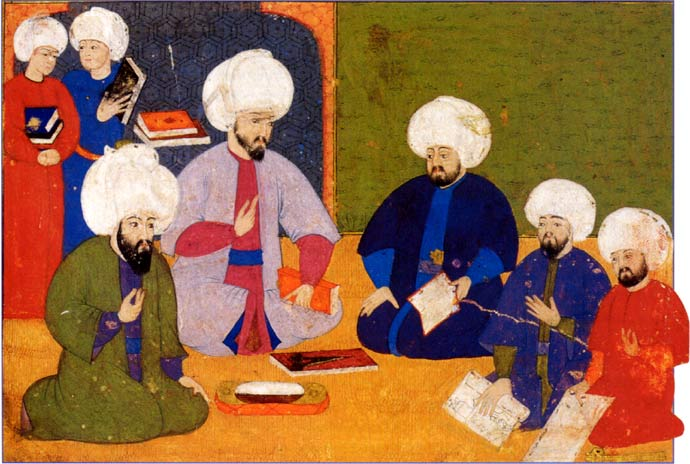
Şemseddin Ahmet Karabaği, Seyyid Lokman, der Schreiber Ilyas Katib sowie die Maler Nakkaş Osman und Ali beraten sich für die Erstellung des Şehnâme-ı Selim Han.

Die Einführung der Position eines offiziellen şehnâmeci, des Hofgeschichtsschreibers, war für die osmanische Miniatur sehr bedeutsam. Der şehnâmeci war der Schreiber des „Buchs der Könige“. Das Konzept der Schāhnāme stammte aus dem persischen Kulturkreis und bezog sich auf das gleichnamige Werk des berühmten persischen Poeten Firdausi. Die Osmanen adaptierten dieses Genre. Anders als im Original diente es jedoch nicht der Beschreibung legendärer historischer Gestalten, sondern der zeitgenössischen Darstellung osmanischer Herrscher. Der şehnameci hatte die oft in Persisch verfassten Verse zu komponieren und in Abstimmung mit den Meistern der nakkaşhane die Produktion der für die Palastbibliothek vorgesehenen Prachtbände zu überwachen. Die für die Geschichte der osmanischen Miniatur drei bedeutsamsten şehnâmeci waren Fethullah Arif Çelebi bzw. Arifî, der von 1540 bis 1561 auf diesem Posten diente, Seyyid Lokman, der von 1569 bis 1595 şehnâmeci war, sowie Talikizâde, der auf Seyyid Lokman folgte. Die aus den Werkstätten der şehnâmeci stammenden Werke gehören zu den bedeutendsten Exemplaren osmanischer Miniatur- und Buchkunst.
Als Arifî um 1540 şehnâmeci wurde, erhielt er den Auftrag fünf illustrierte Geschichten der osmanischen Dynastie in persischer Sprache anzufertigen. Drei dieser Manuskripte sind heute noch erhalten, von denen wiederum das bedeutendste das Süleymannâme genannte „Buch des Süleyman“ ist. Dieser Prachtband von allerhöchster künstlerischer Qualität wurde 1558 fertiggestellt und enthält 69 ganzseitige Miniaturen.
Nakkaş Osman produzierte gemeinsam mit Seyyid Lokman einige der prachtvollsten Bände der osmanischen Kunstgeschichte, darunter das Surname-ı Hümayun. Er gilt als bedeutendster Meister osmanischer Miniaturen.

## Ausklang der Tradition im 17. und 18. Jahrhundert

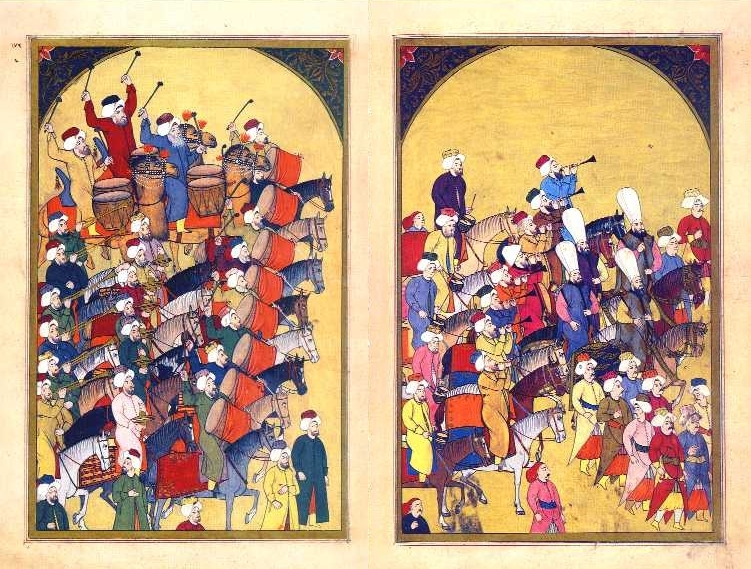
Miniaturen aus dem Surnâme-i Vehbi (1720)

Im 17. Jahrhundert verschob sich der thematische Fokus der Miniaturkunst von der Hofgeschichtsschreibung hin zur Produktion von silsilenâme genannten dynastischen Genealogien. In diesen Werken wurde die Abstammungsgeschichte der Dynastie Osman teilweise bis zu Adam zurückverfolgt. Der bedeutendste Miniaturist dieser Epoche war Musavvir Hüseyin, der eine Vielzahl von Porträts für diese Werke beisteuerte.
Das letzte große Aufblühen der osmanischen Miniaturmalerei vollzog sich schließlich im frühen 18. Jahrhundert durch das Werk des Abdülcelil Çelebi. Çelebi, der eher unter seinem Beinamen Levni, der Farbenprächtige, bekannt ist, schuf nicht nur Porträts für osmanische Genealogien. Zu seinen bekanntesten Werken gehören die Illustrationen des Surnâme-i Vehbi, in dem der Hofdichter Vehbi die Feierlichkeiten anlässlich der Beschneidung der Söhne von Ahmed III. beschreibt. Es ist das letzte illustrierte Manuskript, das für die herrschaftliche Schatzkammer der Osmanen in Auftrag gegeben wurde.
Ab der Mitte des 18. Jahrhunderts gewannen in der osmanischen Kunst westlich-europäische Malstile und die Darstellung auf Leinwänden zunehmend an Einfluss und verdrängten alsbald die ältere und in vielerlei Hinsicht intimere Tradition der Miniaturmalerei.